# Детский сад (Южный Парк)
Детский сад (англ. Pre-School) — эпизод 810 (№ 121) сериала «Южный Парк», его премьера состоялась 10 ноября 2004 года.

## Сюжет
Мальчишки в панике, потому что их старый знакомый Трент Бойетт выходит из тюрьмы и хочет отомстить.
Однажды в детском саду ребята играли в пожарных и попросили Трента разжечь костёр, чтобы они могли его потушить. Однако огонь вышел из-под контроля, и из-за этого сильно пострадала воспитательница (она пыталась потушить огонь, но получила сильные ожоги). На место приехала полиция, и при допросе ребята свалили всю вину на Трента. Его посадили в тюрьму для несовершеннолетних.
И вот, спустя 5 лет он на свободе. Первой жертвой мстителя стал Баттерс (во время детсадовских событий он был свидетелем, но промолчал, опасаясь наказания от родителей), его госпитализируют. Стэн предлагает найти «крышу» у шестиклашек. В обмен те просят фотографию груди Шерон Марш, мамы Стэна. Однако ребятам удаётся их обмануть, предоставив им фотографию ягодиц Картмана. Шестиклашки соглашаются защитить их. На следующий день становится известно, что Трент избил и поиздевался над ними. Ребята в ужасе. Они обращаются за защитой к Шелли, в обмен она просит, чтобы они во всём признались и извинились перед мисс Кларидж. Ребята находят её и пытаются извиниться, но в этот момент их находит Трент Бойетт. Картман, отчаянно пытаясь защититься, выстреливает из электрошокера матери, заряжает севшие батарейки кресла мисс Кларидж, и она по инерции врезается в несколько витрин магазинов и снова воспламеняется. Подъехавшие полицейские снова подозревают в её поджоге Трента, и мальчики опять перекладывают всю вину на него. Бойетта вновь сажают тюрьму для несовершеннолетних. На замечание Кайла, что когда он выйдет, он будет в ярости, Стэн отвечает, что это будет ещё через 5 лет, поэтому плевать.

## Пародии
- Парализованная воспитательница в чёрном аппарате с лампочкой — пародия на StarTrek, в таком же аппарате сидел на суде капитан Пайк. Этот момент также пародировался в серии «Where No Fan Has Gone Before» сериала Футурама, шутка с «двойным да» оттуда же.
- Момент выхода Трента Бойетта из тюрьмы пародирует фильм Мартина Скорсезе «Мыс страха» с Робертом Де Ниро в роли главного антагониста.

## Факты
- Кенни, Стэн, Кайл, Картман, Баттерс и Трент из детского сада были озвучены настоящими детьми, большая часть из которых прошла прослушивание (некоторые были детьми членов съёмочной группы)[1][2].